# Albert Marvelli
Albert Marvelli, wł. Alberto Marvelli (ur. 21 marca 1918 w Ferrarze we Włoszech, zm. 5 października 1946 w Rimini) – działacz Akcji Katolickiej, chrześcijański polityk, błogosławiony Kościoła rzymskokatolickiego.

## Życiorys
Urodził się w pobożnej rodzinie, miał czterech braci i siostrę. W 1930 roku przeniósł się wraz z rodziną do Rimini, gdzie uczęszczał do Salezjańskiego Oratorium. Po nagłej śmierci ojca zaopiekował się matką. W 1936 wybrano go na prezesa Akcji Katolickiej. W czasie II wojny światowej uratował życie wielu osób przed deportacją do obozów koncentracyjnych.
W 1941 roku otrzymał dyplom ukończenia studiów wyższych, potem rozpoczął służbę wojskową. Zapisał się do Stowarzyszenia Robotniczego w Rzymie.
5 października 1946 roku, w czasie jazdy na rowerze, został potrącony przed wojskową ciężarówkę i zmarł na skutek odniesionych obrażeń. Miał 28 lat. Został pochowany na cmentarzu w Rimini.
W 1974, w rocznicę śmierci, przeniesiono jego doczesne szczątki do kościoła św. Augustyna.
22 marca 1986 papież Jan Paweł II podpisał dekret o heroiczności jego cnót i od tej pory przysługiwał mu tytuł Czcigodnego Sługi Bożego, zaś 5 września 2004 dokonał jego beatyfikacji.